# Носиљка за бебе
Носиљка за бебе или слинг служи за ношење или држање бебе или малог детета, а коришћење носиљке назива се ношење беба.

## Врсте

### Носиљке са прстеновима
Ово су носиљке за бебе које користе динамичку напетост, дужину тканине и металне (као што је алуминијум) или најлонске прстенове. Један крај платна је пришивен на два прстена. Тканина се обавија око тела носиоца од рамена до супротног кука и назад до рамена, а крај се провлачи кроз прстенове како би се створио ефекат копче. Беба седи или лежи у насталом џепу. Када се носиљка подеси, може се скинути и поново ставити без поновног увлачења. Носилац може да провуче једну руку и главу кроз омчу од тканине да поново стави носиљку.
Када је беба у носиљци, тежина бебе ствара напетост на тканини, а комбинација напетости тканине, трења површина тканине једна о другу и прстенова се комбинују да „закључају“ носиљку у положају. Овај тип носиљке се може прилагодити различитим величинама носиоца и лако се прилагођава различитим положајима ношења. Онај који је носи једном руком подржава тежину бебе, а другом руком провлачи више тканине кроз прстенове како би затегнуо или олабавио носиљку.
Препоручено ограничење максималне тежине за ношење бебе у слингу са прстеновима је до 35 фунти (1 фунта=0.45 кг).

### Торбе носиљке
Понекад се ове носиљке називају "цев", "џеп" или "без прстена", а углавном се формирају од широког комада тканине ушивеног у цевасти облик. Подесиве торбице се могу прилагодити патентним затварачима, копчама, прстеновима, везицама, чичак траком и другим методама. Већина кеса је шивена са кривином која обликује тканину уз тело родитеља и држи бебу сигурније од обичне праве цеви. Носилац навлачи торбу преко главе и једног рамена, стварајући џеп или седиште за држање бебе. Многи педијатри и стручњаци за ношење беба не препоручују носиљке торбице јер се бебе могу угушити када се неправилно држе. Ризик од гушења је највећи код новорођенчади и одојчади млађих од шест месеци и обично се јавља зато што је бебина брада спуштена на груди, сужавајући дисајне путеве. Торбице носиљке такође често ограничавају родитељски поглед на дете, чинећи гушење вероватнијим. Када користе  торбицу носиљку, носиоци треба да буду сигурни да бебино лице буде подигнуто и јасно видљиво.

### Мараме носиљке
Мараме носиљке су тканине дужине обично 2-6 метара и 40-80 цм ширине, које су омотане око бебе и носиоца а затим везане. Могући су различити положаји ношења са марамом, у зависности од дужине тканине. Беба или мало дете се може носити на предњој страни, леђима или куку. Са краћим марамама могуће је ношење на једном рамену, слично као код торбица или носиљки са прстеном, иако већина укључује тканину која иде преко оба рамена корисника и често и око струка како би пружила максималну подршку.
Постоје две главне врсте марама носиљки - растегљива и нерастегљива (ткана). Растегљиве мараме су углавном направљене од плетива као што је жерсеј или стреч. Лако је увући и извадити бебе из растегљиве мараме. Ово може бити лакше за носиоца јер носиљка често остаје завезана, а беба се подиже и враћа по потреби. Неколико фактора утиче на растегљивост: носиљке са било којим садржајем спандекса или ликре ће имати тенденцију да буду веома растегљиве, носиљке које су 100% памук или друга природна влакна имају тенденцију да се мање растежу по дужини. Ткани омотачи су комади тканине различите дебљине. Обично се бирају природна влакна, при чему је најчешћи памук, али се користе и конопља, лан, свила и вуна. Користе се разне врсте ткања. Најчешће су домаће или ручно ткане тканине са једноставним ткањем, кепером и жакаром. 

### Једноставни комади тканине
Комади тканине се могу претворити у носиљке тако што се тканина омота око носиоца и бебе и или се веже чворовима или се користе методе увијања и увлачења да би се причврстили крајеви. Ребозо (Мексико), мантас (Перу), кангас (Африка) и селенданг (Индонезија) су правоугаони комади тканине, али су везани или умотани на много различитих начина. 

### Подеги и друге носиљке за бебе у азијском стилу
Подеги (кореј. 포대기) је корејска носиљка са средњим до великим правоугаоником тканине који виси са веома дугачке траке. Традиционално, правоугаоник је прошивен ради топлоте и обавија се око мајчиног торза, док су каишеви чврсто умотани испод бебиног дна и везани за предњу страну како би подржали и причврстили бебу на мајчиним леђима. Западно интересовање за стил подеги довело је до нових метода умотавања које иду преко рамена, и до ужих „ћебади“. Варијанте овог облика укључују Iu-Mienh/Хмонг носиљку и кинески беи беи. Ови се обично користе са омотачем преко рамена и често имају чврсте делове који помажу у пружању подршке за главу или заштиту од ветра.
Кинески меи-таи (кин: 背带) - што значи меи: носити на раменима/таи: каиш, трака - је квадратни или скоро квадратни комад тканине са паралелним каишевима који излазе са страна сваког угла. Традиционално је обезбеђено спајањем свих каишева увијањем са увученим крајевима. Варијација на традиционални меи-таи је популаризована у Аустралији 1960-их. Меи-таи је погодан за ношење са предње или задње стране код деце у распону од рођења до оне тежине коју родитељ може да издржи.
Традиционално ношење беба у Јапану је са марамом, користећи оби (појас). Током 1940-их, носиљка позната као онбухимо постала је популарна. Слично као код носача Хмонг и меи таи, онбухимо има дуге горње каишеве и правоугаоно тело. Али на дну правоугаоника, петље или прстенови омогућавају да се горњи каишеви провуку и затегну, док су каишеви везани на струку. Тело је много мање од тела већине меи таиса и других носача у азијском стилу, а онбухимо се традиционално користи на леђима. Варијације могу имати круте наслоне за главу или облоге у телу.
Варијације ових основних облика могу се наћи и другде у свету. Носачи налик Меи-таи коришћени су на различитим местима као што су Шведска и Африка.

### Друге врсте носиљки за бебе
Користе се и модерне структуриране носиљке за кукове, меко структуриране носиљке које се могу користити напред или назад, структурирани предњи ранци и ранци са тврдим оквиром (кенгур носиљке). Носиљке за кукове могу бити уско повезане са ременима или могу бити ближе меи таи, а неколико различитих типова учвршћивача се користи у различитим моделима. Већина меких структурираних носиљки је заснована на традиционалном меи таију са главним равним панелима и четири каиша који су скраћени и опремљени копчама за додатну удобност.
- Жена носи ЕРГО носиљку за бебе на леђима, популарну марку меких структурираних носиљки.
- Носиљка за бебе у ранцу са тврдим оквиром
- Носиљка Сијукс индијанаца

Према неким поделама постоје: дуњице за бебе, корпе за бебе, мараме за бебе, кенгур носиљке и чврсте носиљке.
Дуњице за бебе имају предњу и задњу страну од тканине са пуњењем, које обезбеђује да буду мекане, топле и удобне. У облику су коверте отворене са једне стране у коју се смешта беба, а потпуним отварањем могу се користити као прекривачи или подлоге за лежање. Користе се за изношење бебе из породилишта и још до месец дана старости бебе.
Корпе за бебе имају дефинисани облик, чврсто дно, на коме је беба у лежећем положају, обично ручке за ношење, и користе се до три месеца старости бебе.

## Историја
Традиционално, слингови и носиљке за бебе биле су једноставно адаптације нечега што се обично користило за ношење било чега тешког. Корпе, калабаши, животињске коже и дрвене конструкције за ношење су прилагођене за ношење беба и деце. Корејске мајке и даље користе подеги за ношење деце. Инуитске мајке и даље користе парке или амаути за ношење деце. На западу, овај феномен је резултирао разним носачима заснованим на камперским ранчевима. Један дизајн, који се користи у Новој Гвинеји, подсећа на малу висећу мрежу у стилу Маја, у којој се беба или дете или носи у мрежи на леђима одрасле особе, или се качи на грану дрвета или кућну греду. Историјске фотографије аутохтоних народа приказују бебе које се носе у појасевима, корпама и мрежама које висе са чела родитеља.

## Положаји бебе
Беба такође може да заузме један од различитих положаја док се носи у носиљци. То укључује вертикални положај, држање као у колевци, ношење као код кенгура, ношење испред, ношење на куку и ношење позади.

## Проблеми
Неке носиљке су повучене због погрешног дизајна или грешака у производњи (обично у ограниченом броју носиљки из једног одређеног временског периода). Било је и инцидената у којима су се бебе гушиле док су биле у носиљкама, посебно у стилу „торбе“, а Consumer Reports је позвао да се повуку све носиљке овог типа 2009.  Consumer Reports препоручује меке носиљке за бебе и руксаке за бебе ових стилова. Заговорници тврде да су друге врсте носиљки безбедне, посебно када су бебино лице, нос и уста видљиви у сваком тренутку.